# WTA Tour Championships 2004 - Doppio
Il doppio del WTA Tour Championships 2004 è stato un torneo di tennis facente parte del WTA Tour 2004.
Virginia Ruano Pascual e Paola Suárez erano le detentrici del titolo, ma hanno perso in semifinale contro Cara Black e Rennae Stubbs.
Nadia Petrova e Meghann Shaughnessy hanno battuto in finale Cara Black e Rennae Stubbs con il punteggio di 7–5, 6–2.

## Tabellone

### Legenda
| - Q = Qualificato - WC = Wild card - LL = Lucky loser | - ALT = Alternate - SE = Special Exempt - PR = Protected Ranking | - w/o = Walkover - r = Ritirato - d = Squalificato |